# Lubango
Lubango (fins 1975 Sá da Bandeira) és un municipi d'Angola a la província de Huíla, de la que n'és capital. Té una extensió de 3.147 km² i 731.575 habitants segons el cens de 2014. És formada pels municipis de Lubango, Arimba, Hoque i Huila. Limita al nord amb el municipi de Quilengues, a l'est amb el municipi de Cacula, al sud amb els municipis de Chibia i Humpata, i a l'oest amb el municipi de Bibala.

## Història
Lubango va ser una de les primeres ciutats colonitzades pels portuguesos per aprofitar les zones agrícoles fèrtils.
El 1923 l'empresa Mocanede Railways va connectar la ciutat amb la costa atlàntica, i el govern portuguès la va nomenar capital de la província amb el nom de Sá da Bandeira, nom que no va perdre fins a la independència del país.

## Economia
L'economia de Lubango està basada en l'agricultura de cereals, fruita i verdura.

## Seu episcopal
Lubango és la seu de l'Arxidiòcesi de Lubango (en llatí, Archidioecesis Lubangensis), creada el 3 de febrer de 1977 a partir de la Diocesi de Sá da Bandeira (en llatí, Dioecesis Sadabandeiropolitanus).

## Curiositats
- La presentadora de televisió portuguesa Bárbara Guimarães va néixer a la ciutat angolesa el 1973
- El 1995 el religiós i pacifista angolès Zacarias Kamwenho va ser nomenat arquebisbe de la ciutat
- L'any 2010 s'hi va celebrar 7 partits de la Copa d'Àfrica de Nacions, a l'Estadi Nacional de Tundavala